# Аделіна Грей
Аделіна Марія Грей (англ. Adeline Maria Gray; нар. 15 січня 1991, Денвер, Колорадо) — американська борчиня вільного стилю, шестиразова чемпіонка та триразова бронзова призерка чемпіонатів світу, триразова чемпіонка срібна та бронзова призерка Панамериканських чемпіонатів, чемпіонка Панамериканських ігор, дворазова срібна призерка Кубків світу, срібна призерка Олімпійських ігор.

## Біографія
Боротьбою почала займатися з 1997 року. У 2008 році стала чемпіонкою світу серед юніорів. У 2011 році на цих же змаганнях здобула срібну медаль.
Виступає за борцівський клуб New York AC. Тренер — Владислав Ізбойников.

## Спортивні результати на міжнародних змаганнях

### Виступи на Олімпіадах
| Змагання                    | Збірна | Вагова категорія          | Місце  |
| --------------------------- | ------ | ------------------------- | ------ |
| Літні Олімпійські ігри 2016 | США    | жіноча боротьба, до 75 кг | 7      |
| Літні Олімпійські ігри 2020 | США    | жіноча боротьба, до 75 кг | Срібло |

### Виступи на Чемпіонатах світу
| Змагання                        | Збірна | Вагова категорія          | Місце  |
| ------------------------------- | ------ | ------------------------- | ------ |
| Чемпіонат світу з боротьби 2009 | США    | жіноча боротьба, до 67 кг | 5      |
| Чемпіонат світу з боротьби 2011 | США    | жіноча боротьба, до 67 кг | Бронза |
| Чемпіонат світу з боротьби 2012 | США    | жіноча боротьба, до 67 кг | Золото |
| Чемпіонат світу з боротьби 2013 | США    | жіноча боротьба, до 72 кг | Бронза |
| Чемпіонат світу з боротьби 2014 | США    | жіноча боротьба, до 75 кг | Золото |
| Чемпіонат світу з боротьби 2015 | США    | жіноча боротьба, до 75 кг | Золото |
| Чемпіонат світу з боротьби 2018 | США    | жіноча боротьба, до 76 кг | Золото |
| Чемпіонат світу з боротьби 2019 | США    | жіноча боротьба, до 76 кг | Золото |
| Чемпіонат світу з боротьби 2021 | США    | жіноча боротьба, до 76 кг | Золото |
| Чемпіонат світу з боротьби 2023 | США    | жіноча боротьба, до 76 кг | Бронза |

### Виступи на Панамериканських чемпіонатах
| Змагання                                   | Збірна | Вагова категорія          | Місце  |
| ------------------------------------------ | ------ | ------------------------- | ------ |
| Панамериканський чемпіонат з боротьби 2018 | США    | жіноча боротьба, до 76 кг | Золото |
| Панамериканський чемпіонат з боротьби 2019 | США    | жіноча боротьба, до 76 кг | Золото |
| Панамериканський чемпіонат з боротьби 2020 | США    | жіноча боротьба, до 76 кг | Срібло |
| Панамериканський чемпіонат з боротьби 2021 | США    | жіноча боротьба, до 76 кг | Золото |
| Панамериканський чемпіонат з боротьби 2024 | США    | жіноча боротьба, до 76 кг | Бронза |

### Виступи на Панамериканських іграх
| Змагання                  | Збірна | Вагова категорія          | Місце  |
| ------------------------- | ------ | ------------------------- | ------ |
| Панамериканські ігри 2015 | США    | жіноча боротьба, до 75 кг | Золото |

### Виступи на Кубках світу
| Змагання                    | Збірна | Вагова категорія          | Місце  |
| --------------------------- | ------ | ------------------------- | ------ |
| Кубок світу з боротьби 2009 | США    | жіноча боротьба, до 67 кг | 4      |
| Кубок світу з боротьби 2010 | США    | жіноча боротьба, до 67 кг | 7      |
| Кубок світу з боротьби 2012 | США    | жіноча боротьба, до 72 кг | Срібло |
| Кубок світу з боротьби 2014 | США    | жіноча боротьба, до 75 кг | 6      |
| Кубок світу з боротьби 2015 | США    | жіноча боротьба, до 75 кг | 4      |
| Кубок світу з боротьби 2017 | США    | команда                   | 4      |
| Кубок світу з боротьби 2018 | США    | команда                   | 4      |
| Кубок світу з боротьби 2019 | США    | команда                   | Срібло |

### Виступи на Чемпіонатах світу
| Змагання                                        | Збірна | Вагова категорія          | Місце  |
| ----------------------------------------------- | ------ | ------------------------- | ------ |
| Чемпіонат світу з боротьби серед студентів 2012 | США    | жіноча боротьба, до 72 кг | Золото |

### Виступи на інших змаганнях
| Змагання                                                | Збірна | Вагова категорія                 | Місце  |
| ------------------------------------------------------- | ------ | -------------------------------- | ------ |
| Міжнародний меморіал Дейва Шульца 2009                  | США    | жіноча боротьба, до 72 кг        | 4      |
| Міжнародний меморіал Дейва Шульца 2009                  | США    | жіноча боротьба, до 67 кг        | Золото |
| Міжнародний меморіал Дейва Шульца 2010                  | США    | жіноча боротьба, до 67 кг        | Золото |
| Klippan Lady Open 2010                                  | США    | жіноча боротьба, до 67 кг        | Золото |
| Золотий Гран-прі з боротьби 2010 (Кліппан )             | США    | жіноча боротьба, до 67 кг        | Золото |
| Турнір Дана Колова — Николи Петрова 2011                | США    | жіноча боротьба, до 67 кг        | Золото |
| Турнір Олександра Медведя 2011                          | США    | жіноча боротьба, до 67 кг        | 5      |
| Міжнародний турнір Ньюйоркського атлетичного клубу 2011 | США    | жіноча боротьба, до 67 кг        | Золото |
| Золотий Гран-прі з боротьби 2012 (Кліппан )             | США    | жіноча боротьба, до 67 кг        | Золото |
| Кубок Канади з боротьби 2012                            | США    | жіноча боротьба, до 72 кг        | Срібло |
| Міжнародний турнір Ньюйоркського атлетичного клубу 2012 | США    | жіноча боротьба, до 72 кг        | Срібло |
| Henri Deglane Challenge 2012                            | США    | жіноча боротьба, до 72 кг        | Золото |
| Міжнародний меморіал Дейва Шульца 2013                  | США    | жіноча боротьба, до 72 кг        | Срібло |
| Гран-прі Іспанії з боротьби 2013                        | США    | жіноча боротьба, до 72 кг        | Бронза |
| Міжнародний турнір Ньюйоркського атлетичного клубу 2013 | США    | жіноча боротьба, до 72 кг        | Срібло |
| Klippan Lady Open 2014                                  | США    | жіноча боротьба, до 75 кг        | Бронза |
| Золотий Гран-прі з боротьби 2014 (Баку)                 | США    | жіноча боротьба, до 75 кг        | Срібло |
| Кубок Гранми з боротьби 2015                            | США    | жіноча боротьба, до 75 кг        | Золото |
| Pro Wrestling League 2015                               | США    | команда                          | Золото |
| Тестовий турнір UWW 2016                                | США    | жіноча боротьба, до 75 кг        | Золото |
| Олімпійські випробування США 2016                       | США    | жіноча боротьба, до 75 кг        | Золото |
| Beat the Streets 2016                                   | США    | Multiple Style Event, до LF75 кг | Золото |
| Міжнародний меморіал Білла Фаррелла 2016                | США    | жіноча боротьба, до 75 кг        | Золото |
| Beat the Streets 2017                                   | США    | жіноча боротьба, до 72 кг        | Золото |
| Міжнародний меморіал Дейва Шульца 2017                  | США    | жіноча боротьба, до 76 кг        | Золото |
| Flatz Open 2018                                         | США    | жіноча боротьба, до 76 кг        | Золото |
| Klippan Lady Open 2018                                  | США    | жіноча боротьба, до 76 кг        | Золото |
| Гран-прі Іспанії з боротьби 2018                        | США    | жіноча боротьба, до 76 кг        | Срібло |
| Beat the Streets 2019                                   | США    | жіноча боротьба, до 76 кг        | Золото |
| Відкритий чемпіонат Загреба з боротьби 2024             | США    | жіноча боротьба, до 76 кг        | Бронза |

### Виступи на змаганнях молодших вікових груп
| Змагання                                      | Збірна | Вагова категорія          | Місце  |
| --------------------------------------------- | ------ | ------------------------- | ------ |
| Чемпіонат світу з боротьби серед юніорів 2008 | США    | жіноча боротьба, до 67 кг | Золото |
| Чемпіонат світу з боротьби серед юніорів 2009 | США    | жіноча боротьба, до 67 кг | 9      |
| Чемпіонат світу з боротьби серед юніорів 2011 | США    | жіноча боротьба, до 67 кг | Срібло |